# Naturschutzgebiet Sonnenberg
Koordinaten: 53° 23′ 51,7″ N, 11° 47′ 39,5″ O

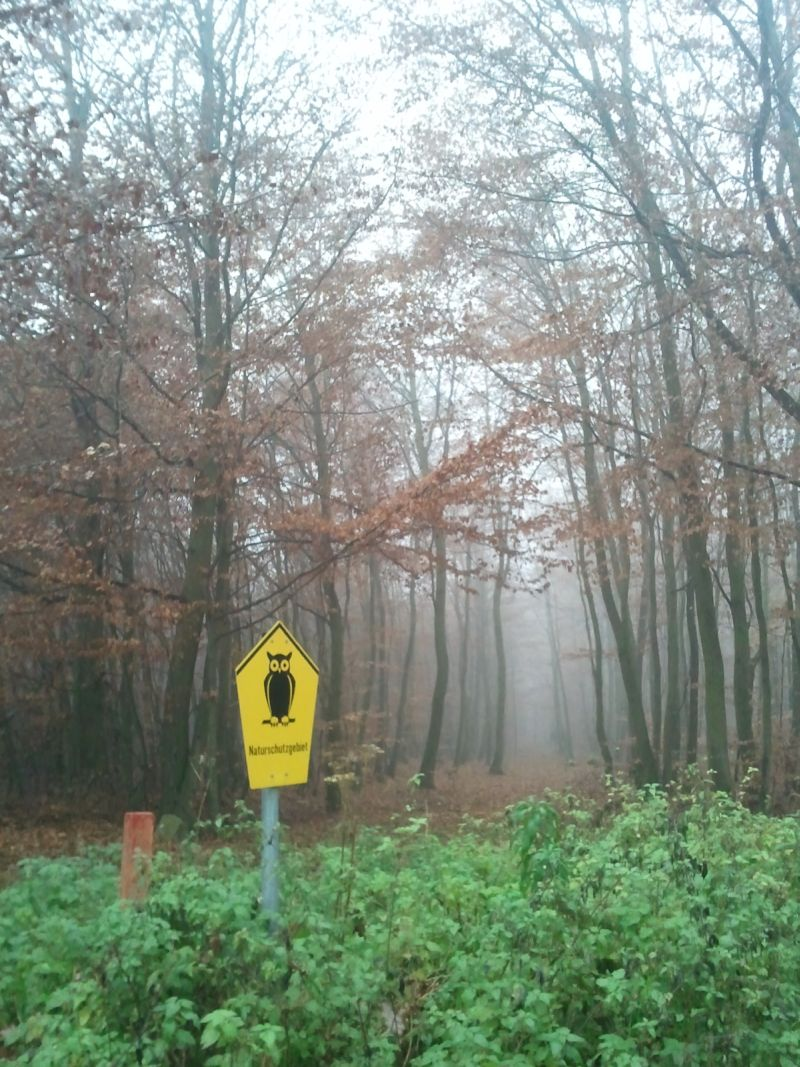
Naturschutzgebiet

Das Naturschutzgebiet Sonnenberg ist ein 116 Hektar großes Naturschutzgebiet in Mecklenburg-Vorpommern drei Kilometer südwestlich von Parchim unmittelbar nördlich des Ortes Kiekindemark. Der namensgebende Sonnenberg befindet sich 500 Meter östlich. Die Unterschutzstellung erfolgte am 1. Mai 1957 mit dem Zweck, einen Waldkomplex auf einem Altmoränenstandort zu schützen und zu entwickeln.
Der aktuelle Gebietszustand wird als unbefriedigend eingeschätzt, da aktuell umfassende forstliche Bewirtschaftungen erfolgen. Mehrere Forstwege ermöglichen ein Begehen des Gebiets.

## Geschichte
Der Sonnenberg entstand als Hochfläche in der Saale-Eiszeit und bildete bei folgenden Vereisungsphasen eine Stauchmoräne. Er ist umgeben von Sandern, die erst später in der Weichsel-Eiszeit entstanden. Unterhalb der eiszeitlichen Sedimente stehen ab 12 Meter tiefe Sande und kohlige Schluffe aus dem Miozän an.  Seit dem 14. Jahrhundert liegen die Flächen im Eigentum der Stadt Parchim. Auf der Wiebekingschen Karte aus dem Jahr 1786 sind die Flächen bewaldet verzeichnet. Randlagen waren vor allem im Süden mit lockeren Waldbestand verzeichnet, was auf eine Hudenutzung hinweist. Anfang des 19. Jahrhunderts wurden mit Einführung der geregelten Forstwirtschaft Buchen gepflanzt, die aktuell ein Alter von 120 bis 160 Jahren aufweisen.

## Pflanzen- und Tierwelt
Prägende Baumart des Sonnenbergs ist die Rotbuche, die umfassende Altholzbestände aufweist. Im Schutzgebiet steht der größte europäische Douglasienbestand, der 1882 durch den Forstmeister Wilhelm Evers angelegt wurde und heute Gegenstand forstwirtschaftlicher Untersuchungen ist.
Schattenblume, Finger-Segge, Nickendes Perlgras und Deutsches Geißblatt finden sich in der Krautschicht. Im Gebiet wurden 39 Brutvogelarten nachgewiesen, darunter Grün- und Schwarzspecht, Zwergschnäpper, Hohltaube, Kolkrabe und Rotmilan.

## Sonstiges
Im Jahre 1841 gab es Versuche, die unter dem Sonnenberg lagernde Braunkohle bergbaulich abzubauen. Die Arbeiten am Braunkohlenschacht am Sonnenberg wurden bald wieder eingestellt.